# Trogonoptera trojana
Trogonoptera trojana is een vlinder uit de familie van de pages (Papilionidae). De wetenschappelijke naam van de soort is voor het eerst geldig gepubliceerd in 1889 door Otto Staudinger.

## Kenmerken
De spanwijdte bedraagt ongeveer 180 millimeter.

## Verspreiding en leefgebied
Deze vlindersoort is endemisch op Palawan, een eiland van de Filipijnen, en vliegt het hele jaar door. De mannetjes worden vaak drinkend van brak water bij mangroven aangetroffen. De waardplant van de rupsen is Aristolochia foveolata.